# Кинг, Фредди
Фредди Кинг (англ. Freddie King; настоящее имя Фредерик Кристиан Кинг, 3 сентября 1934 года — 28 декабря 1976 года) — американский блюзовый гитарист и певец. Наиболее известен по записям 1960-х годов, в частности, исполнению таких хитов, как «Hide Away» и «Have You Ever Loved a Woman». Фредди Кинг оказал влияние на английских музыкантов, создавших в 1960-е годы блюз-рок.

## Биография
Родился 3 сентября 1934 года. Первые уроки игры на гитаре ему дали в 6 лет его мать Элла Мэй Кинг (Ella May King) и дядя Леон Кинг. Его первым инструментом был акустический Сильвертон, затем гитара марки Кей, а после покупки гитары Gibson Фредди ни на чём другом уже больше не играл. Кинг начинал с исполнения кантри-блюза, однако вскоре, под влиянием чикагского блюза, отдаёт предпочтение электрогитарам.
В декабре 1950 года его семья переехала в Чикаго, где подросток устроился работать на сталелитейный завод. Но он никогда не забывал про музыку. «Когда я окончил школу, мы уехали из Техаса; мне было шестнадцать. Мы жили прямо возле клуба Занзибар, и я познакомился с Мадди Уотерсом. Я проскальзывал в заднюю дверь — Мадди меня впускал — и сидел у сцены, слушал».
В 1952 году он женился на техасской девушке, Джесси Барнетт. Он выступал по ночам и работал днём на заводе.

## Дискография
- 1953. Several sides for the Parrot label.
- 1956. 45 r.p.m. record for El-Bee. Side A: «Country Boy», side B: «That’s What You Think».

### King/Federal
- 762- Freddy King Sings (1961)
- 773- Let's Hide Away and Dance Away with Freddy King (1961)
- 777- Freddy King, Lulu Reed & Sonny Thompson, Two Boys and a Girl (1962)
- 821- Bossa Nova and the Blues (1963)
- 856- Freddy King Goes Surfin' (overdubbed crowd noise, reissue of LP 773) (1963)
- 928- Bonanza of Instrumentals (1965)
- 931- Freddie King Sings Again (1965)
- 45 rpm. — «Christmas Tears»/«I Hear Jingle Bells»

### Cotillion
- Freddie King is a Blues Master (1969) SD 9004
- My Feeling for the Blues (1970) SD 9016

### Shelter
- Getting Ready (1971) SW8905
- The Texas Cannonball (1972) SW8913
- Woman Across the River (1973) SW8921

### RSO
- Burglar (1974) SO4803
- Freddie King Larger Than Life (1975) SO4811
- Freddie King 1934—1976 831817-2

### Reissues
There are many reissues of Freddie King’s work. This site has a discography, with pictures of the covers, and track lists for some of the albums, but most of them are for his posthumous compilation releases and not for his original albums. Below we list a small sampling of the reissues:

#### Modern Blues
- 721. Just Pickin'. This is a reissue of the two all-instrumental King/Federal LPs Let’s Hide Away and Dance Away, and Freddy King Gives You A Bonanza of Instrumentals. It is highly recommended by reviewer Johnny Harper of the «there» website.
- 722. Freddy King Sings (CD). Reissue of Freddy’s first King/Federal album. «Twelve fine tunes including the catchy, hard-groovin', and much-covered 'I’m Tore Down,' and numerous slow blues numbers including 'Have You Ever Loved A Woman'.»2

- All His Hits (King CD 5012 includes «Christmas Tears» and «(What’cha Gonna Do When) The Welfare Turns Its Back on You».
- Hide Away: the Best of Freddy King (Rhino R2 71510) includes the instrumentals «Remington Ride» and «The Stumble».